# معارفی

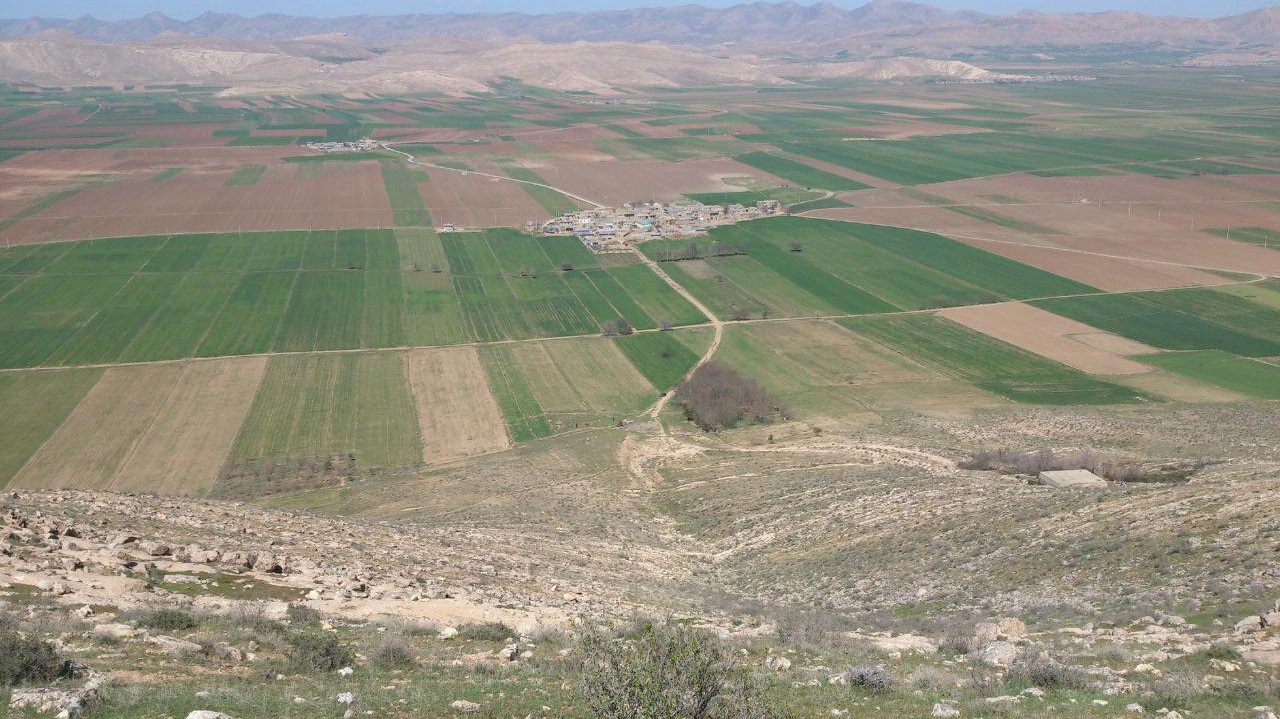
معارفی شیان در اواخر فصل زمستان

معارفی، روستایی از توابع بخش مرکزی شهرستان اسلام‌آباد غرب در استان کرمانشاه ایران است.

## جمعیت
این روستا در دهستان شیان قرار دارد و براساس سرشماری مرکز آمار ایران در سال ۱۳۸۵، جمعیت آن ۳۱۴ نفر (۶۴خانوار) بوده‌است و همه اهالی پیرو آئین اسلام و مذهب شیعه اثنا عشری هستند. شغل اکثر ساکنان معارفی کشاورزی است و چغندرقند ، گندم و نخود  از محصولات عمده آن می‌باشد. 
اکثر مردم این روستا از نسل فردی به نام معارف هستند که حدود 350 سال پیش به این روستا مهاجرت کرد طبق نظر آقای ولی الله فولادی منصوری در کتاب تاریخ سیاسی و اجتماعی ایل کلهر ، مردم روستای معارفی شیان از نسل کردهای کلهر فاتح بغداد هستند که پس از بازگشت از بغداد ، مدتی  در هفت چشمه ایلام ساکن شده سپس به محل فعلی روستای معارفی شیان مهاجرت می کنند. از خاندان‌های بزرگ این دیار می‌توان به خاندان خسروی، رشیدی، اکبری، رجب‌پور و احمدی اشاره کرد.